# Nicolò Giraud
Nicolò Giraud (geboren ca. 1795) is vooral bekend geworden door zijn stormachtige verhouding met Lord Byron, die van Giraud de eerste beginselen van het Italiaans leerde.

## Jeugd en opleiding
Giraud behoorde tot een immigrantenfamilie en groeide op in Athene. Vermoedelijk was zijn vader een Fransman, en zijn moeder Italiaanse. Hij bezocht de school van de paters Kapucijnen in Athene, die gevestigd was in en naast het Monument van Lysicrates. De paters verschaften ook onderdak aan buitenlandse reizigers op grand tour, waaronder Lord Byron.

## Ontmoeting met Byron
Toen Lord Byron in het voorjaar van 1811 tijdens zijn Grand Tour logeerde in het klooster van de Paters Kapucijnen te Athene, leerde hij daar Nicolò Giraud kennen. De Engelse dichter kreeg onder andere Italiaanse les van Giraud. Ze trokken intensief met elkaar op, en doken ze bijvoorbeeld samen regelmatig in de haven van Piraeus aangezien Byron een groot zwemliefhebber was.

## Relatie tussen Giraud en Byron
Byron nam Giraud mee op een tocht naar de Morea (Peloponnesos), waar ze beiden te lijden hadden van heftige malaria-aanvallen. Verder ging het gerucht dat, door een te woest liefdesspel, de jonge Giraud een bezoek aan een arts moest brengen. Giraud, wiens zuster getrouwd was met de Italiaanse kunstenaar Giovanni Battista Lusieri, wilde graag met Byron mee toen de dichter in de zomer van uiteindelijk vrijwel berooid terug moest keren naar Engeland. Byron nam Giraud mee tot aan Malta, waar hij ervoor zorgde dat Giraud naar school ging om het vak van handelaar te leren. In een kort daarop opgemaakt testament liet de dichter het aanzienlijke bedrag van £ 7000 opnemen voor Giraud.

## Latere correspondentie tussen Giraud en Byron
Giraud schreef tot in de jaren 20 van de 19e eeuw hartstochtelijke brieven aan Byron, maar die werden waarschijnlijk niet meer beantwoord. De brieven van Giraud en een haarlok van de jongen bevinden zich in het archief van Byrons uitgever, John Murray (nu in de National Library of Scotland). De brieven zijn helaas nooit in hun geheel gepubliceerd. Over het leven van Giraud, nadat Byron hem op Malta had achtergelaten, is vrijwel niets bekend.